# Atarba (Ischnothrix) aprica
Atarba (Ischnothrix) aprica is een tweevleugelige uit de familie steltmuggen (Limoniidae). De soort komt voor in het Neotropisch gebied.